# KBS 한민족방송
KBS 한민족방송(韓民族放送)은 한국방송공사가 민주주의 선전과 북한 체제 비판을 목적으로 실시하고 있는 대북방송이자 한국어 국제방송으로, 본래 명칭은 KBS 사회교육방송이었다. 대한민국과 조선민주주의인민공화국, 일본과 중국 연변 조선족 자치주, 러시아 연해주에 거주하는 한민족이 주 청취 대상이다. 대한민국의 라디오 채널 중 표준FM으로 송출되지 않는 유일한 중파방송 전용 라디오 채널이다. 또한 단파방송임에도 불구하고, 시간대별로 바꿔서 송출하는 주파수가 없이 단일 단파 주파수로만 송출하고 있다.
1972년 11월 11일부터 사용된 사회교육방송이라는 명칭을 2007년 8월 15일에 한민족방송으로 변경했다.
김대중 정부 때 2000년 남북정상회담를 개최하는 등 남북 관계가 개선되면서 북한 체제 비판 방송이 많이 줄어들었으나, 이명박 정부 첫 해인 2008년에 금강산 관광객 피격 사망 사건이 발생해 남북 관계가 경색되면서 2012년 7월 2일 개편으로 조선민주주의인민공화국 국민을 대상으로 하는 프로그램 3개가 신설하는 등 북한 체제를 비판하는 방송이 많이 늘어났다.
방송 내용에는 뉴스, 해설, 보도가 많지만, 음악 프로그램에서는 옛 노래와 대중가요가 많으며 이산가족을 대상으로 하는 프로그램도 있다.
2000년 이전에는 KBS 제1라디오와 KBS 제2라디오의 대구경북권 중파 송신소인 포항 영일만 송신소(558kHz)에서 당시 KBS 사회교육방송의 새벽 시간대 프로그램을 실시간 재송출하던 적이 있었으며, 2001년 6~7월경부터 자정 이후에도 대구경북권에서 KBS 제2라디오 정규 송출로 전환했다. 현재에는 일부 프로그램 정도가 KBS 제1라디오, KBS 제3라디오, KBS 제1FM에서 재방송되고 있다. 2014년 10월 1일에는 KBS 라디오 앱인 '콩 (KBS Kong)'이 출시되어 스마트폰 앱으로도 한민족방송을 들을 수 있게 되었다. 1980년대 중반까지 오전 2시 50분에 '금수산의 비밀'이라는 프로그램이 MBC 라디오에서도 방송된 적이 있다.

## 특징
KBS 한민족방송은 수신료로 운영되기 때문에 광고방송(상업광고방송) 송출 및 실시를 하지 않는다. 따라서 광고방송(상업광고방송) 없이 라디오 프로그램을 시작하고 끝낼 수 있다. 광고방송(상업광고방송)을 아예 하지 않는 공영 라디오채널 중 하나이기도 하다.

## 연혁
- 1948년 8월 15일 서울중앙방송국 국제방송이라는 이름으로 방송 시작.
- 1972년 2월 14일 KBS제3방송으로 명칭 변경.
- 1972년 11월 11일 사회교육방송으로 명칭 변경.
- 2007년 8월 15일 한민족방송으로 명칭 변경.

### 로고송
- 한민족 네트워크 한민족 하나로 KBS 한민족방송

### 시보 멘트
- 중파 972kHz, 단파 6015kHz. 한민족 네트워크 채널 KBS 한민족 제1방송입니다. 잠시 후 몇 시가 되겠습니다. (KBS 한민족 제1방송)
- 중파 1170kHz, 대한민국 서울에서 보내드리는 한민족 네트워크 채널 KBS 한민족 제2방송입니다. 잠시 후 몇 시가 되겠습니다. (KBS 한민족 제2방송)

## 주파수
| 방송국         | 호출부호 | 송신소      | 주파수     | 출력  | 주소                                |
| -------------- | -------- | ----------- | ---------- | ----- | ----------------------------------- |
| 한민족 제1방송 | HLCA     | 당진 송신소 | AM 972kHz  | 750kW | 충청남도 당진시 석문면 하남길 43    |
| 한민족 제1방송 | HLCA     | 화성 송신소 | SW 6015kHz | 100kW | 경기도 화성시 마도면 두곡리 113     |
| 한민족 제2방송 | HLSR     | 김제 송신소 | AM 1170kHz | 500kW | 전북특별자치도 김제시 신곡2길 35-88 |

- 과거에 송출되던 주파수는 아래와 같다.
  - FM 방송 / 103.7MHz / KBS 본사 사옥 소출력 송신 / 1990년대 중반 즈음 송출 중단
  - 중파방송 / 1134kHz / 화성 송신소(제1방송) / 2010년 1월 1일에 한민족방송 송출을 중단하고 KBS 제3라디오를 송출
  - 단파 방송 / 6135kHz / 화성 송신소(제2방송) / 2007년 송출 중단

## 참고 사항
- 송신소는 전북특별자치도 김제시와 충청남도 당진시에 있다. 이중 당진송신소는 한민족 제1방송의 중파방송 하나만을 보내는 송신소다. 야간 출력인 1,500㎾는 대한민국 최대의 출력으로 평양방송 중화 송신소와 같은 출력이었으나 2025년 현재는 주야 똑같이 750kW로 송출중이다. 1979년 10월 26일 낮, 박정희 전 대통령이 삽교천 방조제 준공식에 참석하자마자 당진송신소 개소식에 참여했다.
- 제1방송의 방송 개시 시간인 낮 12시 55분에는 '우리의 소원'이라는 노래를 방송한다.
- 제2방송에서는 저녁 7시부터 밤 11시까지는 KBS 월드라디오의 한국어, 영어, 일본어, 러시아어, 중국어 프로그램이 방송되며, 인터넷과 스마트폰에서는 수신이 안 된다.

## 방송 언어
- 한국어
- 영어 (제2방송)
- 일본어 (제2방송)
- 러시아어 (제2방송)
- 중국어 (제2방송)

## 방송 프로그램

### 제1방송 (13:00 ~ 09:00)
- 매 정시 뉴스 (매일 16,18시, 평일 13,20시)
- 13:05《안녕하십니까 여기는 서울입니다》(평일 18:05 재방송) - 김진수
- 13:10《건강 365》 (3R 수중계) (주말) - 최윤경 아나운서
- 15:00《임수민의 지금 이 사람 (1R 수중계)》(평일) (21:30 재방송) - 임수민 아나운서
- 15:02《아름다운 우리가곡》(재방송) (3R 수중계) (토) - 김태규 아나운서
- 15:07《경제세미나》(재방송) (1R 수중계) (토) - 박노원 아나운서
- 15:00《명사들의 책읽기》(일) (3R 수중계) - 윤지영 아나운서
- 15:30《이산가족 이야기 나의 살던 고향은》(주말 13:00 / 매일 22:00 재방송)
- 15:40《KBS 오디오북-최고의 클립》(평일)
- 18:10《KBS 무대》(토)
- 18:10《라디오 문학관》(일)
- 20:05《한민족 하나로》(월~금 20:05 / 토,일 20:00) - 김승채 교수
- 21:00《KBS 뉴스 9 (1TV 수중계)》
- 21:20《스포츠 스포츠 (1R 수중계)》(주말) - 주말 : 이창진 아나운서
- 22:10《통일전망대》(월~토) - 김은성 아나운서
- 23:00《오늘과 내일》(평일) - 이창진 아나운서
- 23:00《자유를 찾아 온 사람들》(주말) - 이승연 아나운서
- 23:55《KBS 기상통보 (1R 수중계)》
- 00:00《아름다운 우리가곡 (3R 수중계)》 - 김태규 아나운서
- 00:05《통일열차》 - 이형걸 아나운서
- 01:00《5분 여행기, 구석구석 코리아》(08:00, 16:05 재방송)
- 01:05《서울말 따라잡기》(주말 18:05 재방송) - 김보민 아나운서
- 01:10《경제로 통일로》(월~토) (16:10 재방송) - 박태원 아나운서
- 01:10《통일사용설명서》(일) (16:10 재방송) - 강한별 교수
- 02:00《라디오 극장》(평일) (17:00 재방송)
- 02:00《다큐멘터리 역사를 찾아서》(주말) (17:00 재방송) - 홍진욱 교수
- 02:20《말 트고 마음 트고》(17:20 재방송) - 지영서 아나운서
- 03:00《팝스 프리덤》 - 김보민 아나운서
- 04:00《세월따라 노래따라》 - 원석현 아나운서
- 05:00《국악의 향기 (클래식FM 수중계)》- 최원정 아나운서
- 06:00《대한민국 인기가요》(14:00 재방송) - 박노원 아나운서
- 07:00《보고 싶은 얼굴 그리운 목소리》(19:00 재방송) - 이소연
- 07:58《광복 80년 KBS 라디오 캠페인 <밸류업 대한민국>》(15:28, 19:58, 토요일 15:00 재방송) (1R 수중계)
- 08:05《문화 공감》 - 윤지영 아나운서

### 제2방송 (23:00 ~ 13:00)
- 23:00《오늘과 내일》(평일) - 이창진 아나운서
- 23:00《자유를 찾아 온 사람들》(주말) - 이승연 아나운서
- 23:55《KBS 기상통보 (1R 수중계)》
- 00:00《아름다운 우리가곡 (3R 수중계)》 - 김태규 아나운서
- 00:05《통일열차》 - 이형걸 아나운서
- 01:00《5분 여행기, 구석구석 코리아》(08:00, 10:00 재방송)
- 01:05《서울말 따라잡기》 - 김성은 아나운서
- 01:10《경제로 통일로》 - 박태원 아나운서
- 02:00《라디오 극장》(평일) (09:00 재방송)
- 02:00《다큐멘터리 역사를 찾아서》(주말) (09:00 재방송) - 홍진욱 교수
- 02:20《말 트고 마음 트고》(09:20 재방송) - 지영서 아나운서
- 03:00《팝스 프리덤》 - 김보민 아나운서
- 04:00《세월따라 노래따라》 - 원석현 아나운서
- 05:00《국악의 향기 (클래식FM 수중계)》- 최원정 아나운서
- 06:00《대한민국 인기가요》(11:00 재방송) - 박노원 아나운서
- 07:00《보고 싶은 얼굴 그리운 목소리》(12:00 재방송) - 이소연
- 07:58《광복 80년 KBS 라디오 캠페인 <밸류업 대한민국>》(12:58 재방송) (1R 수중계)
- 08:05《문화 공감》 - 윤지영 아나운서
- 10:05《한민족 하나로》(월~금 10:05 / 토,일 10:00) - 김승채 교수
  - 19:00부터 23:00까지는 KBS 월드라디오의 한국어(19:00~20:00), 일본어(20:00~21:00), 러시아어(21:00~22:00), 중국어(22:00~23:00) 프로그램이 방송된다.
  - 23:00부터 09:00까지는 제1방송의 시간과 동일한 프로그램이 방송된다.

## 같이 보기
- KBS 월드
- KBS 월드라디오
- KBS 아메리카
- 한국방송공사
- 현해탄의 무지개
- 아리랑국제방송
- 아리랑 라디오